# Mama Risha
Mama Risha, egentligen Najmadin Shukr Rauf, född 1957 i byn Talaban nära Kirkuk, död 1985, var en kurdisk peshmergesoldat.
När det kurdiska partiet PUK, som leddes av Iraks nuvarande president Jalal Talabani, splittrades tog Mama Risha ett femtiotal män och stred mot Baathregimen i Irak.
Mama Risha blev mördad 1985 efter att en partianhängare angivit honom. Mama Risha har fått en legendstatus bland kurdiska stridande.
Mama Risha betyder farbror skägg. Det sägs att Mama Risha fick smeknamnet då han svor att inte raka sig förrän Kurdistan blev självständigt.